# Colonna (Adelsgeschlecht)

Wappen der Fürsten Colonna

Die Colonna sind ein bedeutendes stadtrömisches Adelsgeschlecht fürstlichen Standes, das zum päpstlichen Adel wie auch zum europäischen Hochadel zählt. Im Hochmittelalter gehörten die Colonna zu den führenden Familien Roms und des Kirchenstaates. Die Familie blüht in verschiedenen Linien bis in die Gegenwart.

## Geschichte

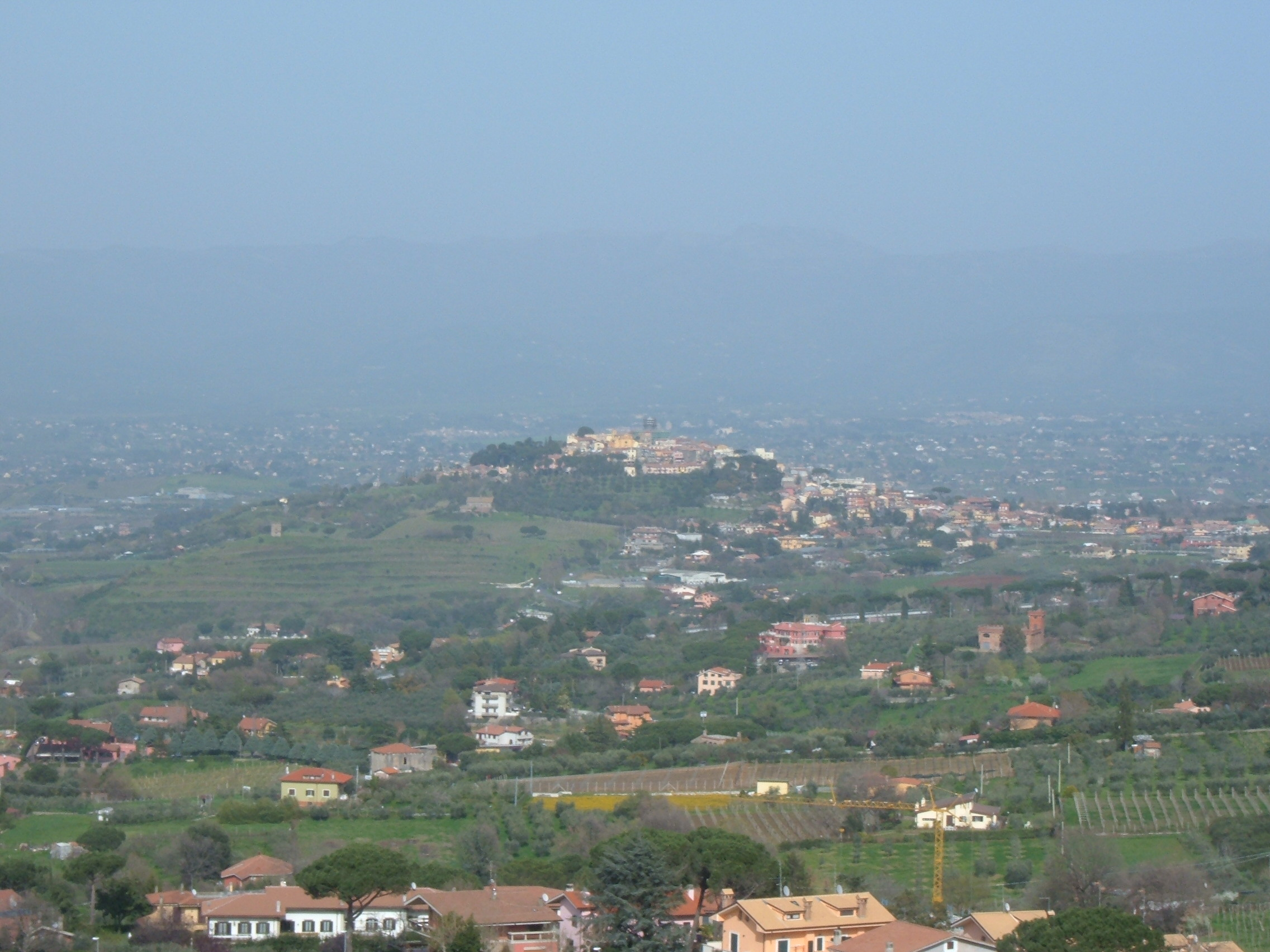
Colonna (Latium) in den Albaner Bergen, Stammsitz der Colonna

Die Colonna stammen vermutlich von den Grafen von Tusculum ab, die im 10. und 11. Jahrhundert die Macht in der Stadt Rom innehatten und acht Päpste stellten. Deren Stammvater war Markgraf Alberich I. von Spoleto (* vor 889; † zwischen 917 und 925). Ein Petrus de Columna (ca. 1078–1108) wird 1101 als Sohn (oder Enkel?) eines Gregor von Tusculum (wohl Gregors II., † vor 1064) sowie als Bruder eines Gregor und eines Tolomeo genannt; die genauen Verwandtschaftsverhältnisse sind aber nicht geklärt. Von den Tuskulanern erbten die Colonna einen Stadtteil Roms, der vom Quirinal bis zur Piazza Montecitorio reichte. Anstelle der schon vor dem Jahr 1000 aus den Ruinen des Tempels des Serapis errichteten Tuskulanerfestung erbauten sich die Colonna um 1300 eine neue Burg und später den Palazzo Colonna, der ihnen bis heute gehört.
Der Name Colonna leitet sich von dem an den Albaner Bergen gelegenen Ort Colonna her, der unweit von Tusculum gelegen ist. Colonna und Palestrina wurden von Papst Paschalis II. konfisziert, von Honorius II. jedoch an besagten Petrus de Columna restituiert.
Im Hoch- und Spät-Mittelalter vom 11. bis zum 16. Jahrhundert übten die Colonna durch ihre zahlreichen Schlösser und großen Besitzungen, unter denen besonders die Stadt Palestrina zu nennen ist, und die große Schar ihrer Klienten einen bedeutenden Einfluss auf die Angelegenheiten des Kirchenstaats und auf die Papstwahlen aus.
In den Kämpfen zwischen Kaiser und Papst standen sie meist auf Seiten der (zumindest offiziell kaisertreuen) Ghibellinen. Als Kastell in der Stadt Rom diente ihnen das zur Befestigung ausgebaute Mausoleum des Augustus (ähnlich wie den Päpsten das zur Engelsburg ausgebaute Mausoleum Hadrians oder den Frangipani das Kolosseum und der Circus Maximus). Mit dem Fall der Kommune von Rom 1167 wurden sie vorübergehend verbannt und die Befestigungswerke der Mausoleumsburg geschleift. Seit dem Pontifikat des Hyacinto Bobo als Coelestin III. (ab 1191) kämpfte die Familie Colonna lange Zeit erbittert gegen die Bobonen, insbesondere die Orsini als Vertreter der Guelfenpartei, die Caetani und andere um die vorherrschende Stellung in Rom. Im 13. Jahrhundert bauten sie sich die Überreste der Konstantinsthermen zur Festung aus.
Aus ihrer Familie gingen außer dem Papst Martin V. viele Kardinäle, Feldherren, Staatsmänner und Gelehrte hervor. Die Colonna gehören, neben den Borghese und ihrer Seitenlinie Aldobrandini sowie den Familien Barberini, Caetani, Chigi, Doria-Pamphilj, Lante della Rovere, Massimo, Odescalchi, Orsini, Pallavicini, Riario Sforza, Ruspoli und Torlonia zu den bekanntesten Fürstenhäusern des stadtrömisch-päpstlichen Hochadels sowie des italienischen Adels.

## Bekannte Familienmitglieder

### Weltlich

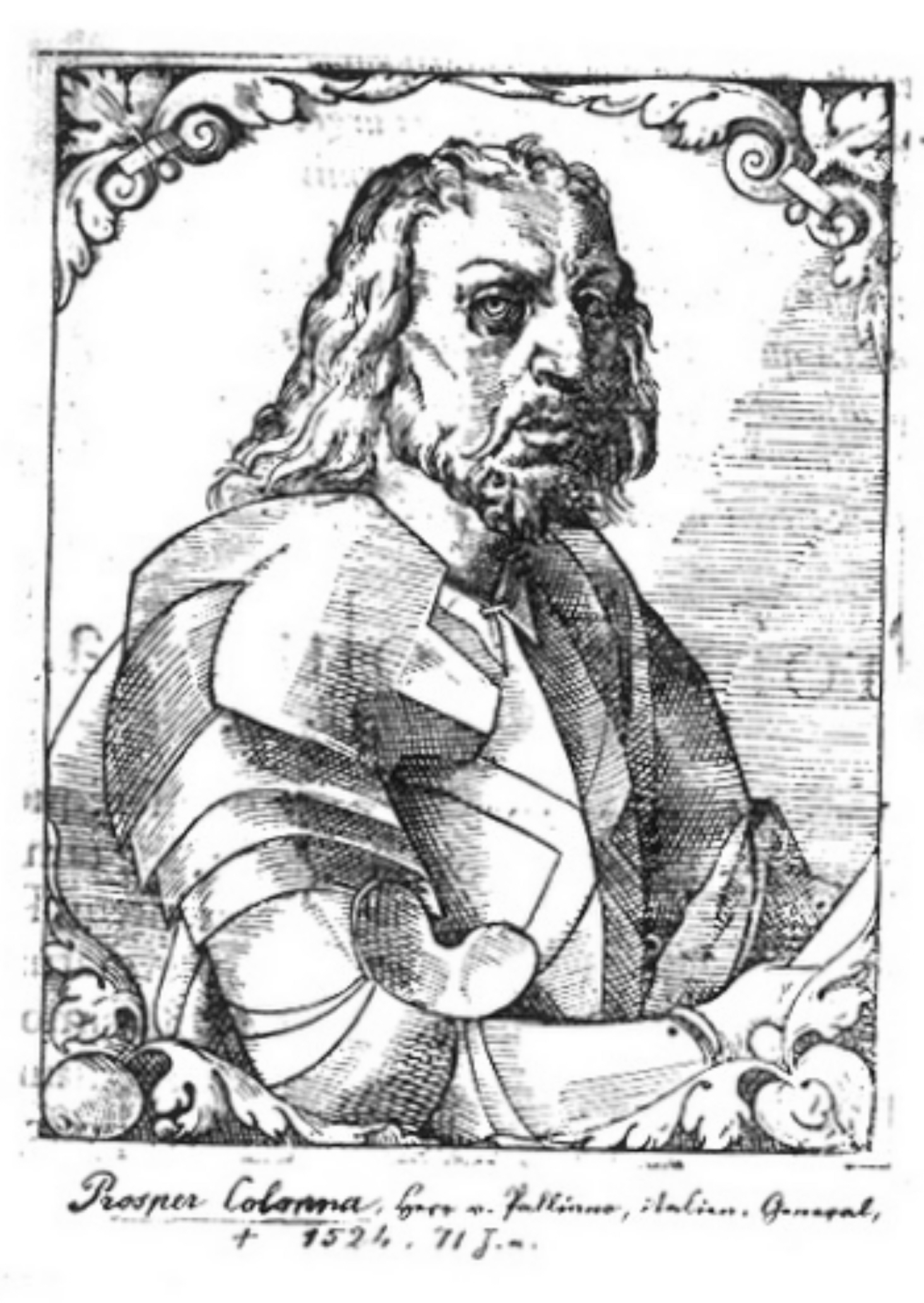
Prospero Colonna (1452–1523), päpstlicher Feldherr

- Stefano, römischer Senator, geboren in der zweiten Hälfte des 13. Jahrhunderts, floh vor Papst Bonifatius VIII. nach Frankreich und betrieb 1303 dessen Gefangennahme durch französische Truppen. Vor Ludwig dem Bayern musste er 1327 als Anhänger des Papstes Johannes XXII. in Avignon Zuflucht suchen. Bei den Unruhen des Cola di Rienzo stand Colonna an der Spitze des mit diesem verfeindeten Adels und verlor in diesen Kämpfen das Leben.
- Sciarra († 1329), Bruder von Stefano, Befehlshaber von Palestrina unter Bonifatius VIII., entfloh, von diesem belagert, wurde bei Anzio von Seeräubern ergriffen und an die Ruderbank geschmiedet. In Marseille losgekauft, kehrte er mit seinem Bruder Stefano und dem Franzosen Wilhelm von Nogaret 1303 zurück, öffnete sich durch Bestechung die Stadt Anagni und nahm Bonifatius gefangen. 1327 öffnete er König Ludwig dem Bayern die Tore der Hauptstadt und überreichte Letzterem im Petersdom am 17. Januar 1328 die Kaiserkrone, weshalb er über der silbernen Säule seines Wappenschildes eine goldene Krone führen durfte. Ein Versuch, Johannes XXII. zu entthronen, misslang; Colonna starb im Exil.
- Prospero, päpstlicher Feldherr (1452–1523), der berühmteste seines Geschlechts, kämpfte eine Zeit lang für Karl VIII. von Frankreich bei dessen Einfall in Italien 1495, trat aber dann zu den Spaniern über und half dem spanischen General Gonsalvo de Cordova die Franzosen aus Italien vertreiben. In den folgenden italienischen Kriegen waren der Sieg bei Vicenza und der Einfall der Schweizer im Piemont sein Werk. 1515 von den Franzosen gefangen, löste er sich mit 350 Pfund Gold, befehligte dann das gesamte Heer der Verbündeten und entriss den Franzosen Italien. Das neue französische Heer unter Odet de Foix schlug er in der Schlacht bei Bicocca am 27. April 1522 und beendigte den Feldzug durch die Einnahme von Cremona und Genua. Colonna starb am 30. Dezember 1523. Italien ehrte ihn durch den Beinamen Paganorum defensor et italicae gentis pater.
- Vittoria (1492–1547), Dichterin, Frau von Fernando Francesco d’Avalos di Pescara, Freundschaft mit Michelangelo
- Marcantonio (1535–1584), Admiral, Sieger der Seeschlacht von Lepanto

### Geistlich

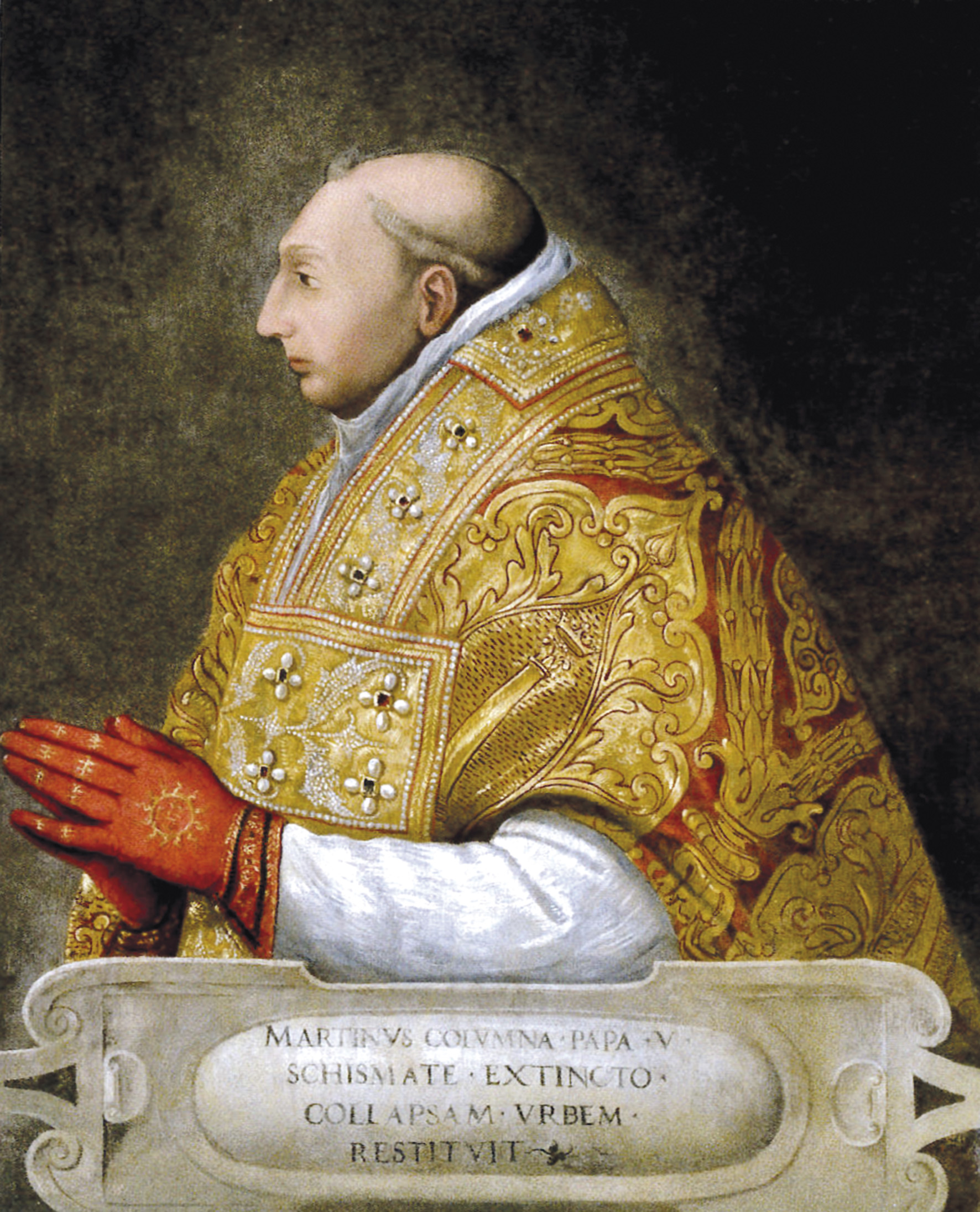
Oddo Colonna (1368–1431), seit 1417 Papst Martin V.

- Giovanni († 28. Januar 1245) wurde 1206 Kardinal durch Papst Innozenz III.
- Giacomo († 14. August 1318) wurde 1278 Kardinal durch Nikolaus III.
- Pietro († 1326) wurde 1288 Kardinal durch Papst Nikolaus IV.
- Giovanni († 3. Juli 1348) wurde 1327 Kardinal durch Johannes XXII.
- Stefano († 1378 oder 1379) wurde 1378 Kardinal durch Papst Urban VI.
- Agapito († 3. Oktober 1380) wurde 1378 Kardinal durch Papst Urban VI., war Bischof von Ascoli Piceno, Brescia und Lissabon.
- Oddo (* 1368; † 20. Februar 1431) wurde 1417 zum Papst gewählt, erst nachfolgend zum Priester und Bischof geweiht, und nahm den Papstnamen Martin V. an. Seine Wahl auf dem Konstanzer Konzil beendete das Große Abendländische Schisma. Er galt als Förderer der Künste und vergrößerte durch Nepotismus die Macht seiner Familie.
- Prospero der Ältere († 24. März 1463) wurde 1426 durch seinen Onkel Martin V. Kardinal.
- Pompeo (1479–1532), Kardinal
- Giovanni (1456–1508) wurde 1480 Kardinal durch Sixtus IV.
- Marcantonio der Ältere (* 1523; † 14. März 1597) unterlag im Konklave von 1590 dem Kardinal Niccolo Sfondrati, der den Papstnamen Gregor XIV. annahm.
- Ascanio (1560–1608), Kardinal
- Carlo (* 17. November 1665; † 8. Juli 1739) wurde 1706 Kardinal durch Papst Clemens XI.
- Prospero (1662–1743), Kardinal
- Marcantonio Colonna (1724–1793), Kardinal

## Die Herren von Colonna

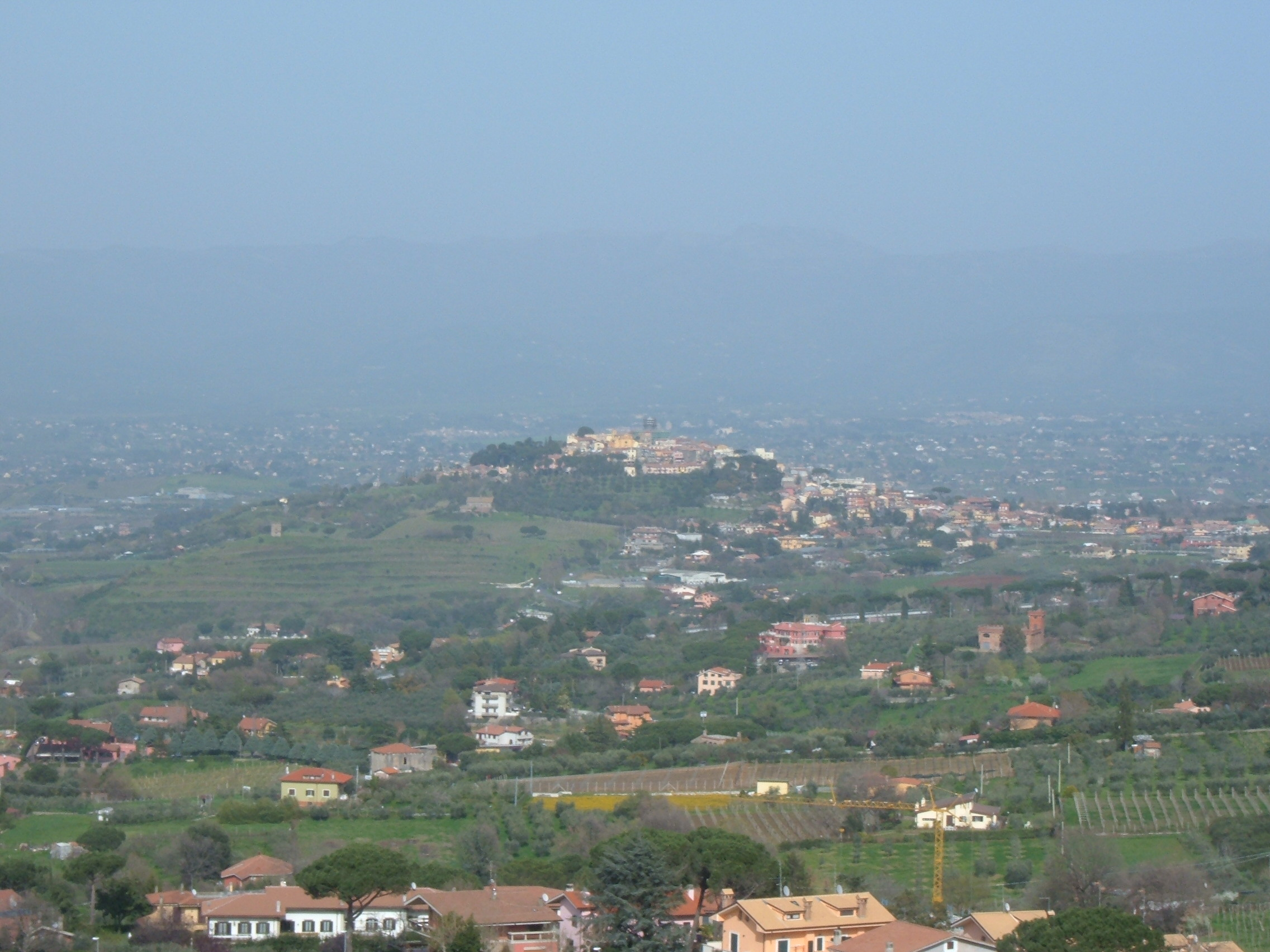
Colonna in Latium

- Pietro Colonna (1078–1108), Herr von Colonna, Monteporzio, Zagarolo und Gallicano
- Piero Colonna († nach 1116), dessen Sohn, Herr von Colonna, Monteporzio, Zagarolo, Gallicano und Palestrina
- Oddone Colonna († nach 1151), dessen Sohn, Herr von Colonna, Monteporzio, Zagarolo, Gallicano und Palestrina
- Giordano Colonna († nach 1188), dessen Sohn, Herr von Colonna, Monteporzio, Zagarolo, Gallicano und Palestrina
- Oddone Colonna († nach 1280), dessen Sohn, Herr von Colonna, Monteporzio, Zagarolo, Gallicano und Palestrina, römischer Senator
- Giovanni Colonna († 1293), dessen Sohn, Herr von Colonna, Monteporzio, Zagarolo, Gallicano und Palestrina, römischer Senator
- Agapito Colonna († um 1300), dessen Sohn, Herr von Colonna, Monteporzio, Zagarolo, Gallicano und Palestrina, 1293 römischer Senator – dessen Nachkommen: die Herzöge von Paliano und die Herzöge von Zagarolo (siehe unten)
- Stefano Colonna der Ältere († um 1349), dessen Bruder, Herr von Palestrina, römischer Senator – dessen Nachkommen: die Herzöge von Palestrina (siehe unten)

## Herzöge von Paliano

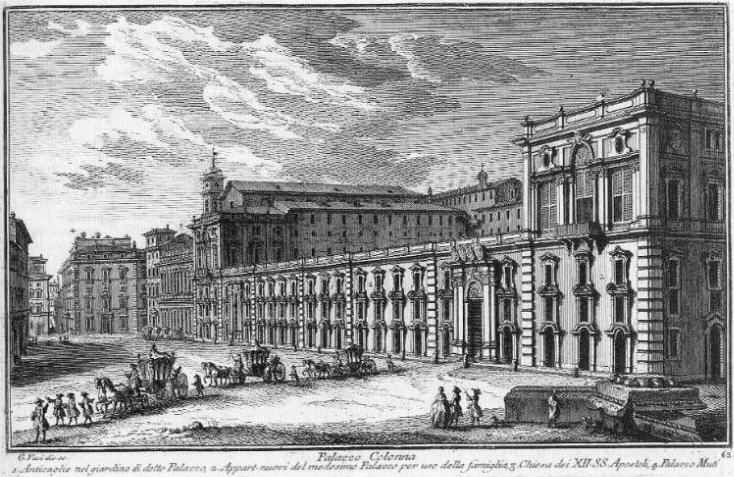
Palazzo Colonna in Rom

- Lorenzo Onofrio Colonna († 1423) Herr von Paliano etc.
- Antonio Colonna († 1471), dessen Sohn, Herr von Paliano etc.
  - Pietro Antonio Colonna, dessen Sohn
- Marcantonio I. Colonna (1478–1522), dessen Sohn, Herr von Paliano etc., 1508 Conte di Ceccano e Pofi
  - Prospero Colonna (1452–1523), Sohn Antonio Colonnas, 1. Duca di Traetto
- Vespasiano Colonna (um 1480–1528), dessen Sohn, 2. Duca di Traetto, Herr von Paliano (dessen Tochter erbt Traetto)
  - Odoardo Colonna († 1485), 1459 1. Duca di Marsi
- Fabrizio I. Colonna (1460–1520), dessen jüngerer Sohn, 1519 1. Duca di Paliano, Marchese di Manopello, 1497 Conte di Tagliacozzo, 1512 Großkonnetabel von Neapel
- Ascanio I. Colonna († 1557), dessen Sohn, 2. Duca di Paliano,
- Marcantonio II. Colonna (1535–1585), dessen Sohn, 3. Duca di Paliano, 1569 Duca di Tagliacozzo, 1577–1584 Vizekönig von Sizilien
- Fabrizio Colonna (1557–1580), dessen Sohn, 1569 erblicher Fürst von Paliano
- Marcantonio III. Colonna (1575–1595), dessen Sohn, 4. Duca e Principe di Colonna 2. Duca di Tagliacozzo
- Marcantonio IV. Colonna (1595–1611), dessen Sohn, 5. Duca e Principe di Colonna, 3. Duca di Tagliacozzo
- Filippo I. Colonna (1578–1639), dessen Onkel, 6. Duca e Principe di Colonna, 4. Duca di Tagliacozzo
- Federico Colonna (1600–1641), 7. Duca e Principe di Colonna, Konnetabel von Neapel, heiratete die Enkelin Don Juan de Austrias, Margherita d’Austria Branciforte († 1659), und hatte mit ihr einen Sohn, den als Kind verstorbenen Prinzen Antonio Colonna (1620–1623).[1] Als Alleinerbin brachte Margherita d’Austria Branciforte der Familie Colonna neben den Fürstentiteln von Butera und Pietraperzia reichen Grundbesitz in Sizilien ein.[2]
- Marcantonio V. Colonna (1603–1655), dessen Bruder, 8. Duca e Principe di Colonna, 6. Duca di Tagliacozzo
- Girolamo Colonna (1604–1666), dessen Bruder, 9. Duca e Principe di Colonna, 7. Duca di Tagliacozzo, Erzbischof von Bologna, Kardinal
- Lorenzo Onofrio I. Colonna (1637–1689), dessen Neffe, 10. Duca e Principe di Colonna, 8. Duca di Tagliacozzo, Duca di Marino, Duca di Miraglia
- Filippo II. Colonna (1663–1714), dessen Sohn, 11. Duca e Principe di Colonna, 9. Duca di Tagliacozzo etc.
- Fabrizio II. Colonna (1700–1755), dessen Sohn, 12. Duca e Principe di Colonna, 10. Duca di Tagliacozzo etc.
- Lorenzo II. Colonna (1723–1779), dessen Sohn, 13. Duca e Principe di Colonna, 11. Duca di Tagliacozzo etc.
- Filippo III. Giuseppe Colonna (1760–1818), dessen Sohn, 14. Duca e Principe di Colonna, 12. Duca di Tagliacozzo etc.
- Aspreno Colonna (1787–1847), Neffe von Filippo III. Colonna, 15. Duca e Principe di Colonna, 13. Duca di Tagliacozzo, 6. Duca di Tursi
- Giovanni Andrea Colonna (1820–1894), dessen Sohn, 16. Duca e Principe di Colonna, 14. Duca di Tagliacozzo, 7. Duca di Tursi
- Marcantonio Colonna (1844–1912), dessen Sohn, 17. Duca e Principe di Colonna, 15. Duca di Tagliacozzo, 8. Duca di Tursi
- Fabrizio Colonna (1848–1923), dessen Bruder, 18. Duca e Principe di Colonna, 16. Duca di Tagliacozzo, 9. Duca di Tursi
- Marcantonio Colonna (1881–1947), dessen Sohn, 19. Duca e Principe di Colonna, 17. Duca di Tagliacozzo, 10. Duca di Tursi
- Aspreno Colonna (1916–1987), dessen Sohn, 20. Duca e Principe di Colonna, 18. Duca di Tagliacozzo, 11. Duca di Tursi
- Marcantonio Colonna (* 1948), dessen Sohn, 21. Duca e Principe di Colonna, 19. Duca di Tagliacozzo, 12. Duca di Tursi

## Herzöge von Zagarolo

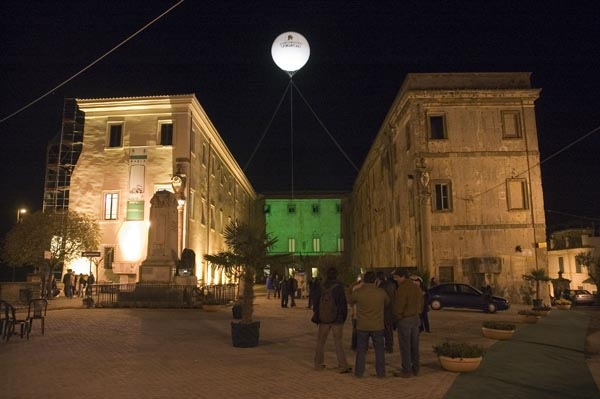
Palazzo Rospigliosi in Zagarolo

- Girolamo Colonna († 1482), Herr von Gallicano und Zagarolo, unehelicher Sohn von Antonio Colonna († 1471)
- Marcello Colonna († nach 1526), dessen Sohn, Herr von Gallicano und Zagarolo
- Camillo Colonna († 1558), dessen Sohn, 1. Duca di Zagarolo
- Pompeo Colonna († 1584), dessen Sohn, 2. Duca di Zagarolo
- Marzio Colonna († nach 1601), dessen Sohn, 3. Duca di Zagarolo, 1. Principe di Gallicano
- Pierfrancesco Colonna, dessen Sohn, 4. Duca di Zagarolo, 2. Principe di Gallicano
- Pompeo Colonna († 1676), dessen Sohn, 5. Duca di Zagarolo, 3. Principe di Gallicano

## Die Herren und Fürsten von Palestrina

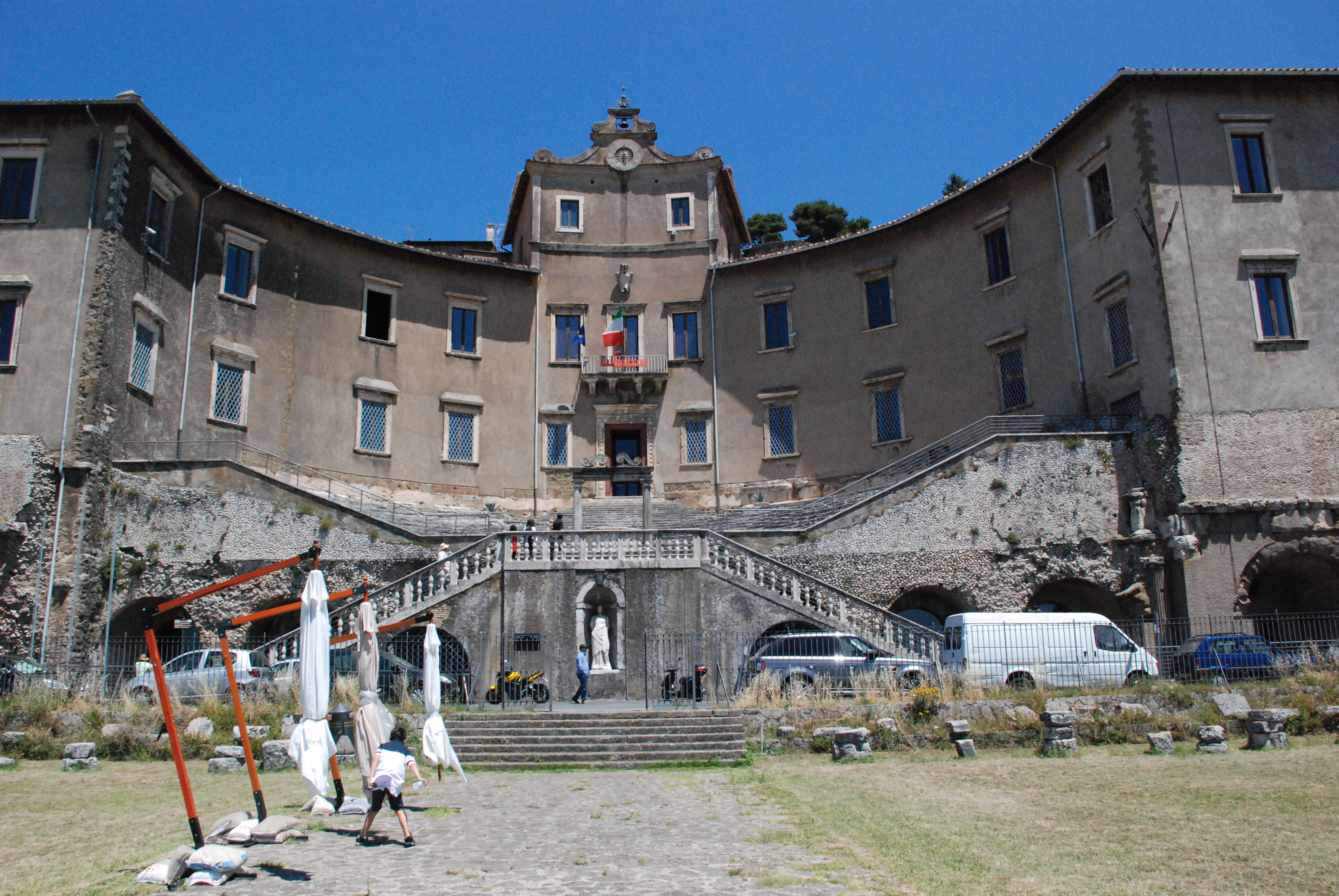
Der Palazzo Colonna Barberini in Palestrina, auf den Ruinen des Tempels für das Orakel der Fortuna Primigenia im antiken Praeneste

1043 kam Palestrina in den Besitz der Colonna. Der Ort liegt auf den Terrassen des Heiligtums der Fortuna Primigenia, das erst nach dem Zweiten Weltkrieg teilweise freigelegt wurde. Auf dessen Spitze errichteten die Colonna eine Burg, die um 1500 in den bis heute bestehenden Palazzo Colonna Barberini umgebaut wurde. In dem Palazzo befindet sich heute das Nilmosaik von Palestrina. Auch die um 980 errichtete, Palestrina gegenüberliegende Burg im antiken Arx Praenestina, heute Castel San Pietro Romano, kam an die Colonna. 1297 ließ Papst Bonifatius VIII., der mit ihnen verfeindet war, die Stadt zerstören. Dieses Schicksal wiederholte sich 1437 auf Befehl von Kardinal Giovanni Vitelleschi. 1630 verkaufte Francesco Colonna für 775.000 Scudi die Stadt an Carlo Barberini, den Bruder von Papst Urban VIII.
- Stefano Colonna der Jüngere († 1347), Sohn von Stefano Colonna dem Älteren
- Stefanello Colonna († 1366/68), dessen Sohn, Herr von Palestrina
- Giovanni Colonna († 1413), dessen Sohn, Herr von Palestrina
- Niccolò Colonna († 1410), dessen Bruder, Herr von Palestrina
- Iacopo Colonna († um 1431), dessen Sohn, Herr von Palestrina
- Stefano Colonna († 1433), dessen Sohn, Herr von Palestrina
- Stefano Colonna (1433–1482/90), dessen Sohn, Herr von Palestrina
- Francesco Colonna († 1538), dessen Sohn, Herr von Palestrina
- Stefano Colonna († 1548), dessen Sohn, Herr von Palestrina
- Giulio Cesare Colonna († nach 1571), dessen Sohn, 1571 1. Principe di Palestrina
- Francesco Colonna († 1636), dessen Sohn, 1. Principe di Carbognano e Bassanello, verkauft Palestrina 1630 an die Familie Barberini

## Die Fürsten von Carbognano

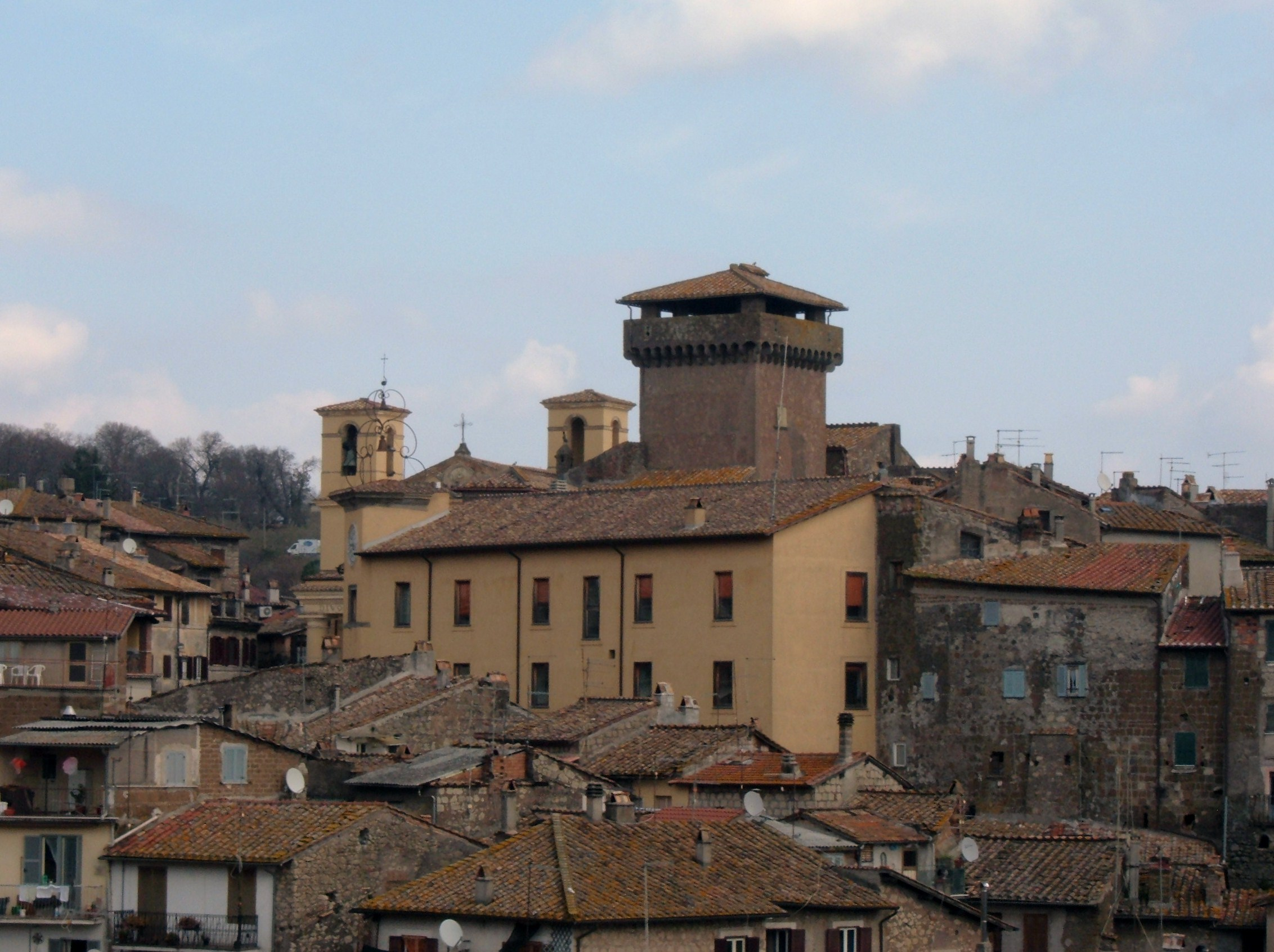
Das Schloss von Carbognano

- Giulio Cesare Colonna (1602–1681), dessen Sohn, 2. Principe di Bassanello e Carbognano
- Egidio Colonna († 1686), dessen Sohn, 3. Principe di Carbognano, Duca di Bassanello
- Francesco Colonna (1684–1750), dessen Sohn, 4. Principe di Carbognano, Duca di Bassanello
- Giulio Cesare Colonna (1702–1787), dessen Sohn, 5. Principe di Carbognano, Duca di Bassanello, Principe di Palestrina (uxor nomine); ⚭ Donna Cornelia Costanza Barberini 4. Principessa di Palestrina
- Urbano Barberini Colonna di Sciarra (1733–1796), dessen Sohn, 6. Principe di Carbognano, Duca di Bassonello,
- Maffeo Barberini Colonna di Sciarra (1771–1849), dessen Sohn, 7. Principe di Carbognano, Duca di Bassonello
- Maffeo Barberini Colonna di Sciarra (1850–1925), dessen posthumer Sohn, 8. Principe di Carbognano, Duca di Bassanello
- Urbano Barberini Colonna di Sciarra (1913–1942), dessen Sohn, 9. Principe di Carbognano, Duca di Bassonello
- Alberto Riario Sforza (* 1937), dessen Schwiegersohn, 10. Principe di Carbognano (uxor nomine)

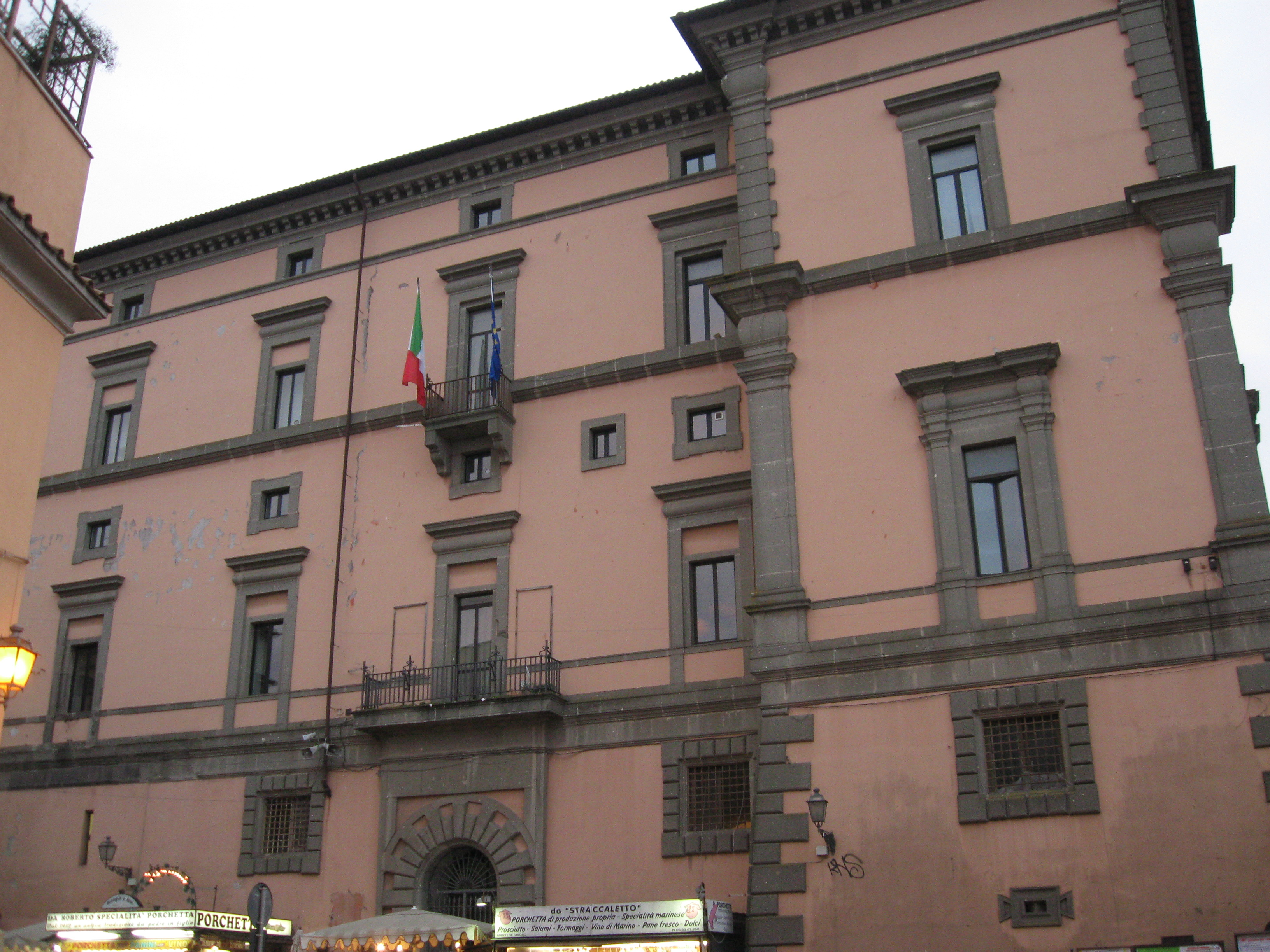
Palazzo Colonna in Marino (Latium)
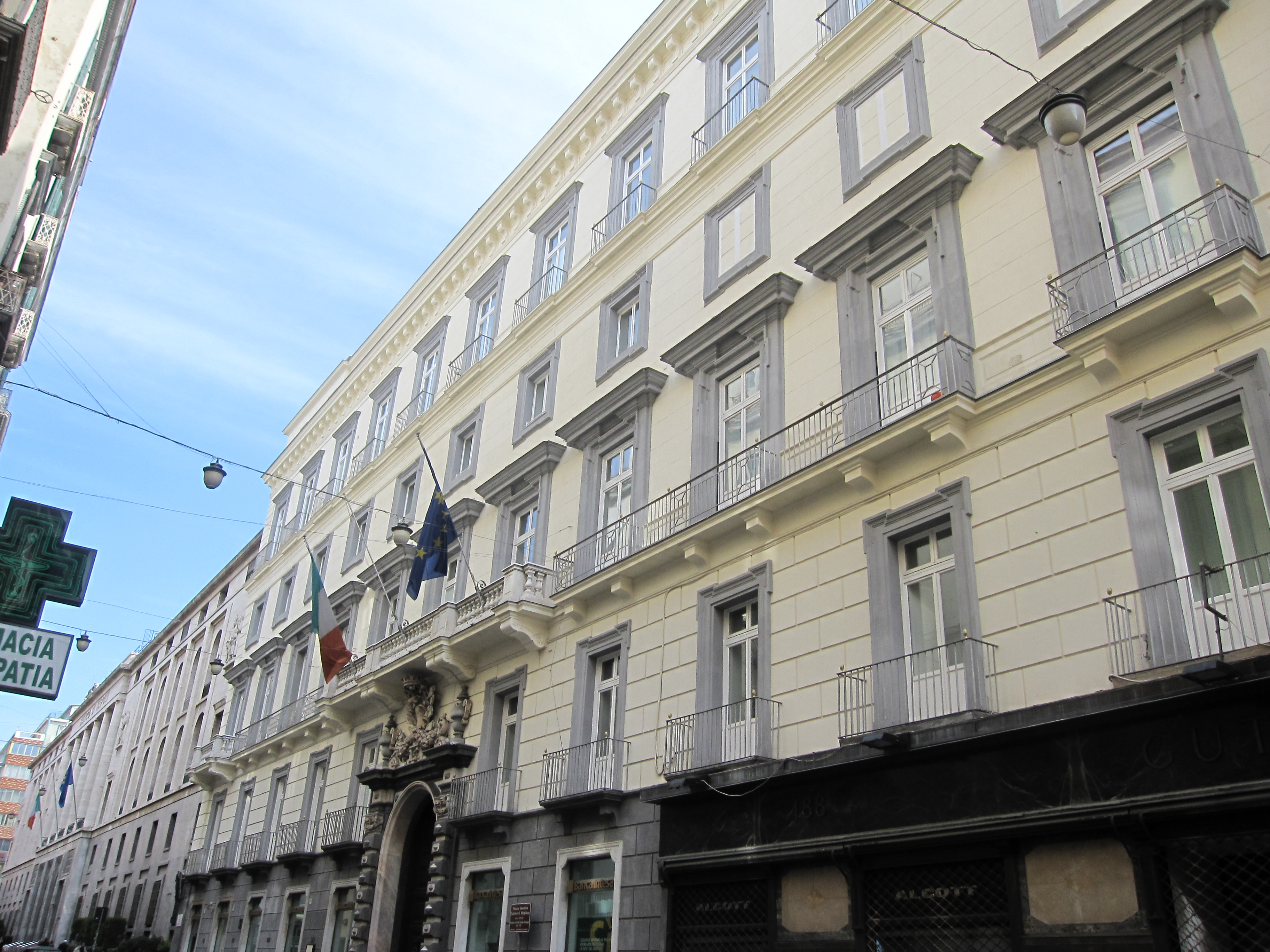
Palazzo Colonna di Stigliano, Neapel